# Crisia cribraria
Crisia cribraria är en mossdjursart som beskrevs av William Stimpson 1854. Crisia cribraria ingår i släktet Crisia och familjen Crisiidae. Inga underarter finns listade i Catalogue of Life.